# (21804) Václavneumann
(21804) Václavneumann est un astéroïde de la ceinture principale extérieure.

## Description
(21804) Václavneumann est un astéroïde de la ceinture principale extérieure. Il fut découvert par Lenka Šarounová le 4 octobre 1999 à l'observatoire d'Ondřejov. Il présente une orbite caractérisée par un demi-grand axe de 3,93 UA, une excentricité de 0,267 et une inclinaison de 3,83° par rapport à l'écliptique.
Il fut nommé en hommage à Václav Neumann (1920-1995) qui fut à la tête de l'orchestre philharmonique tchèque de 1968 à 1990.

## Compléments